# Иосиф (Диков)

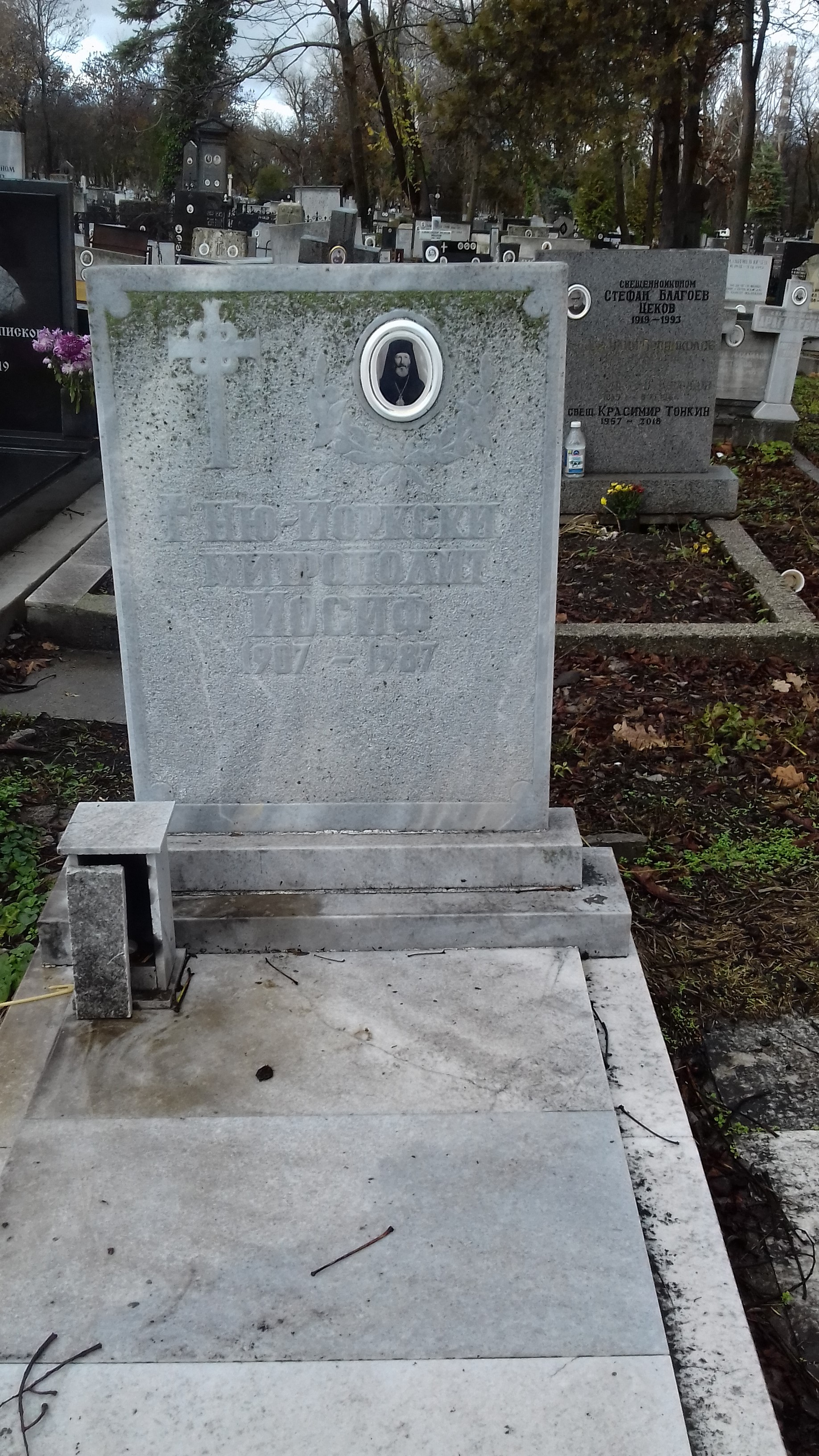
Могила митрополита Иосифа

Митрополи́т Ио́сиф I (болг. Митрополит Йосиф, в миру Величко Диков Иванов; 11 апреля 1907, Искыр — 4 сентября 1987, София, Болгария) — епископ Болгарской Православной Церкви, митрополит Нью-Йоркский.

## Биография
Родился 11 апреля 1907 года в селе Махалата (ныне город Искыр, Плевенская область). Начальное образование получил в родном селе. Четвёртый и пятый гимназический класс окончил в Плевене, а шестой в селе Долни-Дыбник.
С осени 1924 года обучался в Софийской духовной семинарии, по окончании которой в 1930 году поступил на Богословский факультет Софийского университета, который с отличием закончил в 1934 году.
С ноября того же година назначен секретарём Рыльского монастыря, где 18 мая 1935 года митрополитом Софийским Стефаном (Шоковым) был пострижен в монашество с именем Иосиф под духовное наставничество митрополита Врачанского Паисия (Анкова), на следующий день, 19 мая, был рукоположён в сан иеродиакона митрополитом Врачанским Паисием.
В октябре 1935 года иеродиакон Иосиф был назначен епархиальным проповедником во Врачанской епархии.
6 апреля 1936 года митрополитом Врачанским Паисий был рукоположён в сан иеромонаха, а вскоре после этого был назначен секретарём Врачанской митрополии.
Во время 1938/1939 учебного года иеромонах Иосиф проходил богословскую специализацию в Германии, после чего вернулся в Болгарию.
1 января 1939 года был назначен за протосингелом Врачанской митрополии.
6 (19) декабря 1939 года по решению Священного Синода митрополитом Врачанским Паисием во врачанския кафедральном храме святителя Николая был возведён в сан архимандрита.
С конца июля 1941 года по 15 сентября 1942 года служил протосингелом Пловдивской митрополия.
15 сентября 1942 года был назначен начальником Культурно-просветительского отдела при Священном Синоде Болгарской Православной Церкви.
В июне 1943 года в Виннице немецкими оккупационными властями после обнаружения жертв массовых расстрелов была создана «международная комиссия по расследованию злодеяний большевистского режима». Участвовал в немецкой пропагандистской кампании.
В 1944 году был арестован и приговорён болгарским «народным судом» к году тюремного заключения и штрафу 50 000 левов по «Катынскому делу». Вместе с ним были осуждены также бывший главный редактор «Церковного вестника» архимандрит Стефан (Николов) и бывший ректор Софийской духовной семинарии архимандрит Николай (Кожухаров), также состоявшие в той комиссии. Все трое станут впоследствии епископами.
С сентября 1945 по август 1946 года занимал должности управляющего Синодальной библиотекой и Синодальном издательством, а с августа 1946 года вновь назначен начальником Культурно-просветительского отдела при Священном Синоде и также председателем на Союза православных христианских братств.
15 июня 1947 года назначен ректором премещённой в Бачковский монастырь Пловдивской духовной семинарии.
Едва вступив в должность ректора, оказался в чрезвычайно непростой ситуации из-за пожара в Бачкове. Школа осталась без крыши, а и во всей епархии не было открыто ни одного церковного здания или монастыря, в котором можно разместить духовную семинарию. Перед ним встала неполсильная задача вернуть семинарию в Пловдив, где из части зданий довоенной семинарии была выведена квартировавшаяся военная часть. Однако власти красноречиво дали ему понять, что этого не произойдет, определив семинаристские здания для нужд открывшегося агрономического факультета Аграрного университета. Оставался в должности ректора до ликвидации семинарии и обеднения её Софийской в январе 1951 года.
С начала 1951 года служил протосингелом Софийской митрополии.
С 1 января 1952 года служил начальником отдела Духовного надзора над ставропигиальными монастырями при Священном Синоде.
1 января 1954 года был назначен начальником новообразованного Отдела богослужебного и духовного надзора.
Пребывая на этой должности был избран во епископа с титулом Знепольского. 7 апреля 1957 года в Патриаршем кафедральном соборе святого Александра Невского был хиротонисан во епископа Знепольского. Хиротонию возглавил Патриарх Кирилл, викарием которого он стал.
В 1969 году епископу Иосифу было поручено управление новообразованными Детройтской и Акронской епархиями в США и в том же году отбыл к месту служения. Был враждебно встречен некоторыми представителями болгарской эмиграции.
17 декабря 1972 года освобождён от управления Детройтской и Акронской епархиями и назначен митрополитом Нью-Йоркский.
Скончался 4 сентября 1987 года в Софии. Похоронен на Центральном софийском кладбище.

## Публикации
- «Мир и Воскресение» // ЖМП, 1959, № 6 с.51-54
- Духовно огледало : Практическо пособие за енорийски свещеници / Състав. и прев. Йосиф Знеполски епископ Диков. — Тесалоники, 1991. — 178 с. ; 23 см

Перевёл на болгарский язык два первых тома из четырёхтомного собрания «Слова, речи и послания» митрополита Николая (Ярушевича).